# Mines Domaniales de Potasse d’Alsace
Die Mines Domaniales de Potasse d’Alsace sind ein französisches Unternehmen mit dem Schwerpunkt auf den Bergbau im elsässischen Kalirevier. Der französische Staat übernahm 1924 zehn Gruben und fasste sie unter dem öffentlichen Unternehmen Mines domaniales de potasse d'Alsace (MDPA) zusammen. 1967 wurden die MDPA in das Unternehmen Entreprise minière et chimique (EMC) integriert unter dem Namen Mines de potasse d’Alsace. 2004 wurde die Förderung wird eingestellt. Zu den weiteren Unternehmungen zählt Stocamine.